# مردم ایتالیایی تبار
مردمان ایتالیک یااقوام ایتالیایی (انگلیسی: Italic peoples) یک گروه قومی-زبانی است که با استفاده آنان از زبان‌های ایتالی که شاخه‌ای از خانوادهٔ زبان‌های هندواروپایی است شناخته می‌شوند. اقوام ایتالیایی حداقل از هزاره دوم قبل از میلاد به بعد در ایتالیای امروزی ساکن بودند. لاتین‌ها در میان این قبایل به موقعیت غالبی دست یافتند و تمدن روم باستان را پایه‌گذاری کردند. در طول این توسعه، سایر قبایل ایتالیایی، زبان و فرهنگ لاتین‌ها را در فرآیندی به نام رومی‌سازی پذیرفتند. این روند در نهایت به بخش‌های خاصی از اروپا گسترش یافت. گروه‌های قومی که در نتیجهٔ رومی‌سازی پدید آمدند به عنوان مردم رمانس شناخته می‌شوند.

## طبقه‌بندی

نقشه قومی زبانی ایتالیا در عصر آهن، پیش از گسترش روم در ایتالیا.

مردمان ایتالیک عبارت بودند از گروه قومی-زبانی که با استفاده از زبان‌های ایتالی که یکی از شاخه‌های زبان‌های هندواروپایی را تشکیل می‌دهند، مشخص می‌شوند.
خارج از ادبیات تخصصی زبانشناسی، این اصطلاح همچنین برای توصیف فهرست مردمان باستانی ایتالیا همان‌طور که در دوران روم تعریف شده بود، از جمله مردمان پیش از روم باستان مانند تمدن اتروسک و مردم رائتی یعنی مردمانی که زبان‌های هندواروپایی صحبت نمی‌کردند، استفاده می‌شود. چنین استفاده ای در زبان‌شناسی نامناسب است، اما توسط منابعی مانند دانشنامه بریتانیکا استفاده شده‌است، که ادعا می‌کند «ایتالیا تنها پس از تسخیر روم به یک چهره‌شناسی قومی، سیاسی و فرهنگی یکپارچه دست یافت، با این حال کهن‌ترین مردمان آن همچنان نامشان در مناطق ایتالیای رومی باقی مانده است. — لاتیوم، کامپانیا، پولیا (ایتالیا)، کالابریا، لوکانیا، امیلیا-رومانیا، سامنیوم، پیکنوم، اومبریا، اتروریا، ونتو، و لیگوریا.»